# Стеван Дивнин
Стеван Дивнин Баба (Жабаљ, код Новог Сада, 5. фебруар 1895 — Нови Сад, 22. октобар 1942), учесник Октобарске револуције и Народноослободилачке борбе и народни херој Југославије.

## Биографија
Рођен је 5. фебруара 1895. године у Жабљу код Новог Сада. После завршене основне школе бавио се земљорадњом у свом селу.
Током Првог светског рата, био је мобилисан у аустроугарску војску. По доласку на Источни фронт добровољно се предао Русима и од 1917. године, учествовао је у рату на страни Руса. Учесник је и Октобарске револуције у којој је стекао чин подофицира Црвене армије. Југословенска секција при Руској комунистичкој партији (бољшевика) упутила га је на курс Комунистичког универзитета „Свердлов“, који је завршио априла 1921. године.
Након завршеног курса вратио се у Краљевину Срба, Хрвата и Словенаца, где се одмах повезао са члановима, тада илегалне, Комунистичке партије Југославије. Због свог политичког деловања више пута је хапшен и испитиван, а 1924. године је осуђен на четири године затвора. После изласка са робије наставио је са својим политичким радом, организујући и обнављајући партијске ћелије у свом срезу. На Шестој покрајинској конференцији Покрајинског комитета КПЈ за Војводину, одржаној септембра 1940. године изабран је за члана Покрајинског комитета КПЈ за Војводину.
После окупације Краљевине Југославије, 1941. године, био је организатор свих устаничких акција у Шајкашкој (југоисточни део Бачке). Био је изабран за руководиоца Војног комитета при Среском комитету, а у јулу и за команданта Среског партизанског штаба. Стварао је и организовао војне десетине, ударне и диверзантске групе у Жабљу, Ковиљу, Госпођинцима, Чуругу, Тителу и др. Почетком новембра 1941. године, у Шајкашкој је основао неколико партизанских група које је крајем тога месеца сединио и формирао Шајкашки партизански одред, а он је постао њихов командант. Још док је припремао формирање одреда, био је са групом бораца опкољен, али захваљујући својој сналажљивости пробио се са борцима из обруча. У јануару 1942. године, Стеван је накратко напустио Одред јер је отишао на састанак са Тозом Марковићем, у околини Новог Сада. Непријатељ је баш у то време снажном акцијом успео после низа борби, да разбије Одред.
Када се вратио на терен, Стеван је видео да више нема Одреда. Пошто је био стално прогањан од жандарма и војника, морао је да се скрива. Током зиме 1942. године је промрзао тако да му је и месо отпадало са смрзнутих стопала. Иако тешко болестан, када се мало опоравио, покушао је поново да прикупи људе и настави организовани отпор. Међутим, 22. октобра 1942. године био је откривен у својој бази у Жабљу. Пружио је оружани отпор, али је у борби био тешко рањен и савладан. Непријатељ му је, да би после могли да га испутују, превио ране и повео га у болницу према Новом Саду. Стеван је схвативши да ће бити подвргнут мучењу, сам покидао завоје са рана тако да је искрвавио на путу до болнице.
Указом Президијума Народне скупштине Федеративне Народне Републике Југославије, 20. децембра 1951. године, проглашен је за народног хероја.